# メリスマ

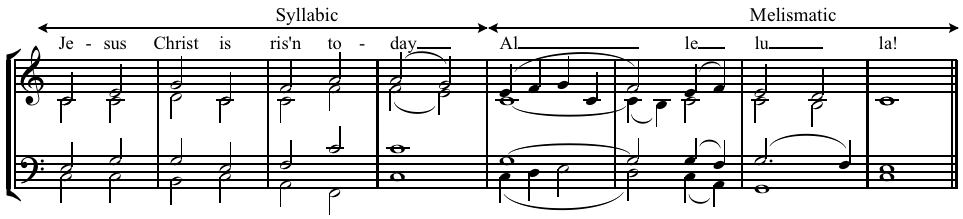
シラブルとメリスマを含む旋律。「Jesus Christ is Ris'n Today」(Methodist Hymn Book, 1933, No. 204).
冒頭からシラブル様式で1音節が1音高にあてはめられているが、高音部は4小節目から、低音部は5小節目からメリスマで歌われる。

メリスマ (melisma、ギリシア語: μέλισμα) とは、シラブルの対語である。歌詞の1音節に対して、いくつかの音符を当てはめるような曲付けの仕方をいう。あるいは、もともと1音節対1音符で作曲されている部分（シラブル様式）に、2つ以上の音符を用いて歌うことを言う。

## 概要
メリスマとは古代ギリシャ語で「歌」の意味があり、古典古代の文化において、メリスマ技法は催眠にかかったような陶酔感を聴き手にもたらすものとして利用され、「エレウシスの密儀」のような古代の秘儀や礼拝に重宝がられた。このような特徴は、（ムスリムの場合に「宗教音楽」という概念がないにせよ）ヒンドゥー教やイスラム教の典礼に見出される。
メリスマがグレゴリオ聖歌において最初に楽譜に現れるようになったのは、900年ごろに遡り、ミサ曲のある楽章に利用された。つまりキリエやアレルヤ、グラドゥアーレのことである。ほかにも、オルガヌムにおける対旋律は、メリスマがふんだんに利用されている。ビザンツ聖歌においてもメリスマが見受けられる。15世紀から16世紀前半までのフランドル楽派によるミサ曲でも、メリスマは非常に効果的に利用されている。バッハのオラトリオやミサ曲には、歌い手を悩ませるような技巧的で長大なメリスマが多用されている。また、メリスマを用いた特定の音型は、イタリア後期ルネサンス音楽の音画技法やドイツ・バロック音楽のフィグール論と結びつき、テクストの意味内容を表出する手段として利用された。
西洋音楽において、「メリスマ」という語は通常グレゴリオ聖歌に使われるが、実際にはどのようなジャンルの音楽に用いても差し支えない。バロック音楽のアリア（モンテヴェルディの「オルフェオのアリア」）からゴスペルに至るまで、メリスマ的な歌唱法は幅広く利用されている。また、民族音楽でも自然に（つまり霊的な恍惚感を意識せずに）メリスマが利用される例があり、そのおそらく最も有名な例は、中近東の音楽を別にすれば、ヨーデルや日本民謡の「江差追分」であろう。

長音符「ー」が付いている音節（「がー」「よー」「にーー」「むー」「すー」「まーー」）がメリスマである。それ以外は長い音節（「は」「れ」「の」「な」「で」）も含めて全てシラブルである。

## こぶしとの類似点
装飾的な歌唱法という意味においては、日本語で言う「こぶし」に相当し、類似点がある。しかし、こぶしとちがってメリスマは、たくさんの音高を連続的に通り抜け、しばしば1つの音節を何小節にもわたって引き伸ばし、拍節感をあいまいにする効果がある。これは詩吟で用いられるこぶし、「節調」に良く似ている。（ただし、長い音符1つで1音節を引き伸ばすような場合は、メリスマとは言わない。）

## その他
当然ながら、民族音楽にルーツを持ついくつかのジャンルのポピュラー音楽（たとえばロックやブラック・コンテンポラリー）の歌唱法にもメリスマは利用され、ジョン・レノン、ホイットニー・ヒューストン、スティーヴィー・ワンダー、セリーヌ・ディオン、マライア・キャリーはメリスマ的な歌唱法を利用している。アメリカポピュラー音楽界の影響を受けやすい日本のポピュラー音楽界でも、旋律中にメリスマを用いる例が見受けられるようになった。